# 畠山健二
畠山 健二（はたけやま けんじ、1957年8月24日 - ）は、日本の小説家、コラムニスト、笑芸作家。東京都目黒区出身。墨田区本所育ち。早稲田大学人間科学部通信教育課程(eスクール)中退。

## 来歴・人物
生まれたのは東京都目黒区。行人坂幼稚園、目黒区立下目黒小学校から小学校6年時に父親の実家がある墨田区立横川小学校に転校。日本大学第三中学校、日本大学第三高校卒業。
大学在学中に『ラブアタック!』（朝日放送制作・テレビ朝日系列全国ネット）に出演し、みじめアタッカーやキャンパスレポーターとして番組の常連になる。このときに知り合った百田尚樹や平田進也とは現在でも親友の関係にある。
実家の鉄鋼会社に就職するが、副業として漫才の台本を書きだす。1986年、台本・演出を担当した漫才が「第34回NHK漫才コンクール最優秀賞」を受賞。以後、多くの芸人に演芸台本を提供する。1997年に「下町のオキテ」(読売新聞社)を発表。その後、コラムニストとして週刊誌での連載や、コラム本の出版などを行う。2008年から「WILLものかき塾」で塾頭として、文章セミナーの講師を務める。2008年4月、浅草公会堂で35年ぶりに復活した「デン助劇場」で脚本・演出を担当した。
2010年、早稲田大学人間学部通信教育課程に入学するも、統計学がまったく理解できず、単位を落とし退学する。
2013年に刊行した時代小説「本所おけら長屋」（PHP文芸文庫）がシリーズ化。女性の支持を受け、2019年現在で100万部を超えるベストセラーとなる。
友人の三遊亭好楽は刊行される度に「笑点」の大喜利の挨拶で紹介する。

## 著書
- 下町のオキテ（1997年8月 読売新聞社 / 2002年10月 講談社文庫）
- お笑い裏グルメ帳 本所のケンちゃん下町カッ喰らい（2000年10月 双葉社）
- 落語歳時記（2008年7月 文化出版局）
- スプラッシュマンション（2012年3月 PHP研究所）
- 下町呑んだくれグルメ道（2016年7月 河出文庫）
- 超入門！江戸を楽しむ古典落語（2017年1月 PHP文庫）
- 粋と野暮 おけら的生き方(2019年8月 廣済堂出版）

### 本所おけら長屋シリーズ
- 本所おけら長屋（2013年7月 PHP文芸文庫）
- 本所おけら長屋2（2014年3月 PHP文芸文庫)
- 本所おけら長屋3（2014年9月 PHP文芸文庫)
- 本所おけら長屋4（2015年3月 PHP文芸文庫）
- 本所おけら長屋5（2015年9月 PHP文芸文庫）
- 本所おけら長屋6（2016年3月 PHP文芸文庫）
- 本所おけら長屋7（2016年9月 PHP文芸文庫）
- 本所おけら長屋8（2017年3月 PHP文芸文庫）
- 本所おけら長屋9（2017年8月 PHP文芸文庫）
- 本所おけら長屋10（2018年2月 PHP文芸文庫）
- 本所おけら長屋11（2018年8月 PHP文芸文庫）
- 本所おけら長屋12（2019年2月 PHP文芸文庫）
- 本所おけら長屋13（2019年8月 PHP文芸文庫）累計100万部突破
- 本所おけら長屋14（2020年3月 PHP文芸文庫）
- 本所おけら長屋15（2020年9月 PHP文芸文庫）
- 本所おけら長屋16 (2021年３月ＰＨＰ文芸文庫)
- 本所おけら長屋17（2021年9月ＰＨＰ文芸文庫）
- 本所おけら長屋18（2022年3月ＰＨＰ文芸文庫）累計150万部突破
- 本所おけら長屋19（2022年9月ＰＨＰ文芸文庫）
- 本所おけら長屋20（2023年3月ＰＨＰ文芸文庫）
- 本所おけら長屋 外伝（2023年9月 ＰＨＰ文芸文庫）累計200万部突破

### 新 本所おけら長屋シリーズ
- 新 本所おけら長屋(一)（2024年6月、祥伝社文庫）

### 共著・編著 ほか
- 畠山健二責任編集 旅行読売10月号増刊 東京スッタモンダ（2020年9月、旅行読売出版社）
- 猿と猿回し（2022年5月、内外出版社）山口惠以子と共著
- （著・イラスト）ふくだのぞみ、（原案・企画）畠山健二、いよっ!えどっこだねぇ（2024年7月、理論社）

### 新作落語
- 「箱入り」 - 三遊亭竜楽[6]・林家つる子などが演じている。

## 連載

### 現在
- 畠山健二の「スッタモンダ旅行記（旅行読売 旅行読売新聞社 2020年 -）

### 過去
- 下町クルーズ（旅行読売   旅行読売新聞社 2015年 - 2018年）
- 下町のオキテ(月刊KITAN 読売新聞社 1996年)
- 仕事師のオキテ(週刊読売 読売新聞社 1998年1月 - 1998年12月)
- 一食入魂(週刊読売 読売新聞社 1999年1月 - 2000年3月)
- 下町大好きパソコンちょい好き(月刊yomiuriPC 読売新聞社2004年4月 - 2006年)

## 出演
- 東京下町人図鑑（J:COM（すみだ・台東エリア）、毎週月曜日更新、2017年～2021）ｄ

- ビートきよしの深夜発！爆裂なんでも大放送（ラジオ日本 半年、深夜1時から5時）
- こちらヒラタ屋 京都本店（KBS京都ラジオ 2014年4月26日 17:30- 18:00）